# نيكيتا تشيرنوف
نيكيتا شيرنوف (14 يناير 1996 بفولجسكي في روسيا - ) (بالروسية: Никита Александрович Чернов)‏ هو لاعب كرة قدم روسي في مركز الدفاع. شارك مع منتخب روسيا تحت 16 سنة لكرة القدم ‏ ومنتخب روسيا تحت 17 سنة لكرة القدم ومنتخب روسيا تحت 18 سنة لكرة القدم ‏ ومنتخب روسيا تحت 19 سنة لكرة القدم ومنتخب روسيا تحت 21 سنة لكرة القدم ومنتخب روسيا لكرة القدم. أما مع النوادي، فقد لعب مع بالتيكا كالينينغراد ونادي سيسكا موسكو.

## وصلات خارجية
- نيكيتا تشيرنوف على موقع الاتحاد الأوربي (الإنجليزية)
- نيكيتا تشيرنوف على موقع قاعدة بيانات كرة القدم.إي يو (الإنجليزية)
- نيكيتا تشيرنوف على موقع ناشيونال فوتبول تيمز (الإنجليزية)
- نيكيتا تشيرنوف على موقع Soccerway.com (الإنجليزية)
- نيكيتا تشيرنوف على موقع عالم كرة القدم.نت (الإنجليزية)
- نيكيتا تشيرنوف على موقع AS.com (الإسبانية)